# Babiczky Tibor
Babiczky Tibor (Székesfehérvár, 1980. december 24. –) magyar költő, szerkesztő, újságíró.

## Életpályája
Szülei Babiczky Tibor és Barna Klára. 1999 és 2005 között a Pázmány Péter Katolikus Egyetem Bölcsészettudományi Karának magyar–angol szakos hallgatója volt. 2006 óta a Nyitott Műhelyben a Késelés villával című irodalmi sorozat vezetője. 2007-től a HVG Könyvek szerkesztője. 2007–2009 között a Magyar Narancs újságírója volt. 2008-tól az Árgus című folyóirat versrovatának szerkesztője. Publikációi jelennek meg például a Holmiban, az Élet és Irodalomban, a Vigiliában, a Beszélőben és a Mozgó Világban. Versei megjelentek angolul, csehül, franciául, görögül, horvátul és lengyelül. 2015-ben Margó-díjra jelölték, ahol bejutott a kuratórium (Péterfy Gergely, Gaborják Ádám, Kollár Árpád, Valuska László) által három legjobbnak ítélt végső jelölt közé.

## Magánélete
2007-ben házasságot kötött Pfliegel Dórával, akivel 2017-ben elváltak. 2022-ben házasodott össze Miklya Emese Sárával.

## Művei
- Istenek vagytok, versek, Püski Kiadó, 1999
- A felvezető kör, versek, Parnasszus Könyvek, 2001
- Levegővétel, versek, Alexandra Kiadó, 2007
- A jóemberek, versek, Magvető Könyvkiadó, 2011
- Magas tenger, regény, Magvető Könyvkiadó, 2014
- Kivilágított ég, versek, Magvető Könyvkiadó, 2015
- Félbehagyott költemények; Jelenkor, Bp., 2018
- Szapphó-paradigma; Pesti Kalligram, Bp., 2021
- Hajótörés szélcsendben, Kalligram, Bp., 2022 (Társszerző: András László)

## Műfordításai
- Nick Cave: Válogatott versek, Jonathan Miller, 2005 (másokkal közösen)
- Bryan Lee O’Malley: Scott Pilgrim kivételes átlagélete, Nyitott Könyvműhely, 2010

## Díjai
- Móricz Zsigmond-ösztöndíj (2003)
- Junior Prima díj (2008)
- MASZRE Alkotói Ösztöndíj (2009)
- Horváth Péter irodalmi ösztöndíj (jelölés) (2014)
- Margó-díj (jelölés) (2015)
- Horváth Péter irodalmi ösztöndíj (jelölés) (2015)
- Merítés-díj (2016)